# 중화항공의 사건 및 사고
이 문서는 중화항공에서 일어난 항공기 사고를 다룬다.

## 주요 사건
- 1969년 1월 2일, 화롄 공항을 출발해 타이둥 공항을 거쳐 가오슝 국제공항으로 향하던 중화항공 227편인 더글러스 DC-3 항공기가 푸쿠산에 충돌해 승객과 승무원을 포함해 24명 전원 사망했다.[1]
- 1970년 8월 12일, 화롄 공항을 출발해 타이베이 쑹산 공항을 향하던 중화항공 206편인 YS-11 항공기가 짙은 안개와 동시에 번개에 맞아 14명이 사망하고 17명이 생존했다.
- 1971년 11월 20일, 중화항공 825편인 수드 카라벨 에이비에이션 여객기가 펑후 제도에서 폭발해 25명이 사망했다.
- 1980년 2월 27일, 타이베이를 출발해 마닐라로 향하던 중화항공 811편인 보잉 707 항공기가 대기 속도가 빨리 상승하면서 랜딩 기어의 결함과 동시에 화재가 나면서 2명이 사망하고 133명이 생존했다.
- 1985년 2월 19일, 타이베이를 출발해 로스앤젤레스로 향하던 중화항공 006편인 보잉 747SP 항공기가 4번 엔진과 유압계의 결함으로 인해 랜딩 기어가 불가능해 지자 꼬리 부분이 파손했다. 하지만 조종사의 침착한 대응으로 승객과 승무원을 포함해 274명 전원 생존했다.
- 1986년 2월 16일, 중화항공 2265편인 보잉 737-200 항공기가 바다에 추락해 13명이 사망했다.
- 1989년 10월 26일, 타이베이를 출발해 화롄으로 가던 중화항공 204편인 보잉 737-200 항공기가 조종사의 실수로 산에 충돌해 승객과 승무원을 포함해 54명 전원 사망했다.
- 1991년 12월 29일, 타이베이를 출발해 앵커리지로 가던 중화항공 358편인 보잉 747-200F 항공기가 엔진 분리와 제어 손실로 인해 산으로 추락해 부조종사와 비행 엔지니어를 포함해 5명 전원 사망했다.
- 1993년 11월 4일, 타이베이를 출발해 홍콩으로 향하던 중화항공 605편 보잉 747-400 항공기가 카이탁 공항에서 폭풍우를 만나  22명 부상을 입었다.
- 1994년 4월 26일, 타이베이를 출발해 나고야로 향하던 중화항공 140편인 에어버스 A300 항공기가 승무원 과실로 인해 실속 상태에 빠져 나고야 인근에 추락해 승객과 승무원을 포함해 264명이 사망하고 7명이 생존했다.
- 1998년 2월 16일, 덴파사르를 출발해 타이베이로 향하던 중화항공 676편인 에어버스 A300 항공기가 타이완 타오위안 국제공항 인근에 추락하여 승객과 승무원을 포함해 252명 전원 사망했다.
- 1999년 8월 22일, 방콕을 출발해 홍콩을 거쳐 타이베이로 향하던 중화항공 642편인 맥도넬더글러스 MD-11 항공기가 홍콩 국제공항에 착륙 도중 바람에 휩쓸려 비행기가 뒤집혀 3명이 사망하고 312명이 부상했다.
- 2002년 5월 25일, 타이베이에서 홍콩으로 향하던 중화항공 611편인 보잉 747-200 항공기가 가던 도중 기체가 공중 분해 후 추락해 승객과 승무원을 포함해 225명 전원 사망했다.
- 2007년 8월 20일, 타이베이에서 오키나와로 향하던 중화항공 120편인 보잉 737-800 항공기가 오키나와섬 착륙 후 지상활주(Taxing) 도중 기체에서 화재가 일어나 비행기 동체가 전소했으나 승객과 승무원을 포함해 165명이 탈출해 전원 생존했다.[2][3][4]